# Belavia
A Belavia Belarusian Airlines (belarusz nyelven ААТ «Авіякампанія «Белавія», oroszul ОАО «Авиакомпания «Белавиа») Belarusz nemzeti légitársasága. Központja Minszkben található. Az állami tulajdoban lévő cégnek 1017 alkalmazottja van. Bázisrepülőteréről, a Minszki nemzeti repülőtérről induló járatai számos európai várossal és a Független Államok Közössége többi államával, illetve több közel-keleti országgal kötik össze Belaruszt.

## Története
Minszkben 1933. november 7-én nyílt meg az első repülőtéri terminál. A következő tavasszal három Po–2 repülőgép szállt le itt, ezek lettek a belarusz légiflotta első gépei. 1936-ban indult az első rendszeres repülőjárat, Minszk és Moszkva között. 1940 nyarán hivatalosan is megalapították az első belarusz polgári légiközlekedési céget.
1964-ben a Tu–124 repülőgépet is regisztrálták Belaruszban, 1973-ban az akkor új Tu-134A is megkezdte működését az országban, 1983-ban pedig az új Tu–154 gépek is megérkeztek.
A Belaviát hivatalosan 1996. március 5-én alapították, a belarusz kormánynak a légiközlekedés átalakításáról szóló határozatával, amely az Aeroflot helyi részlegének állami tulajdonba vételéről és átnevezéséről döntött. Az alapítás és 1998 között a Belavia menetrend szerinti járatokat üzemeltetett Pekingbe, Isztambulba, Lárnakára, Londonba, Prágába és Rómába. 1998-ban a Belavia összeolvadt a MinskAvia légitársasággal, így számos An–24, An–26 és Jak–40 gép került a birtokába a meglévő Tu–134 és Tu–154 gépekhez.

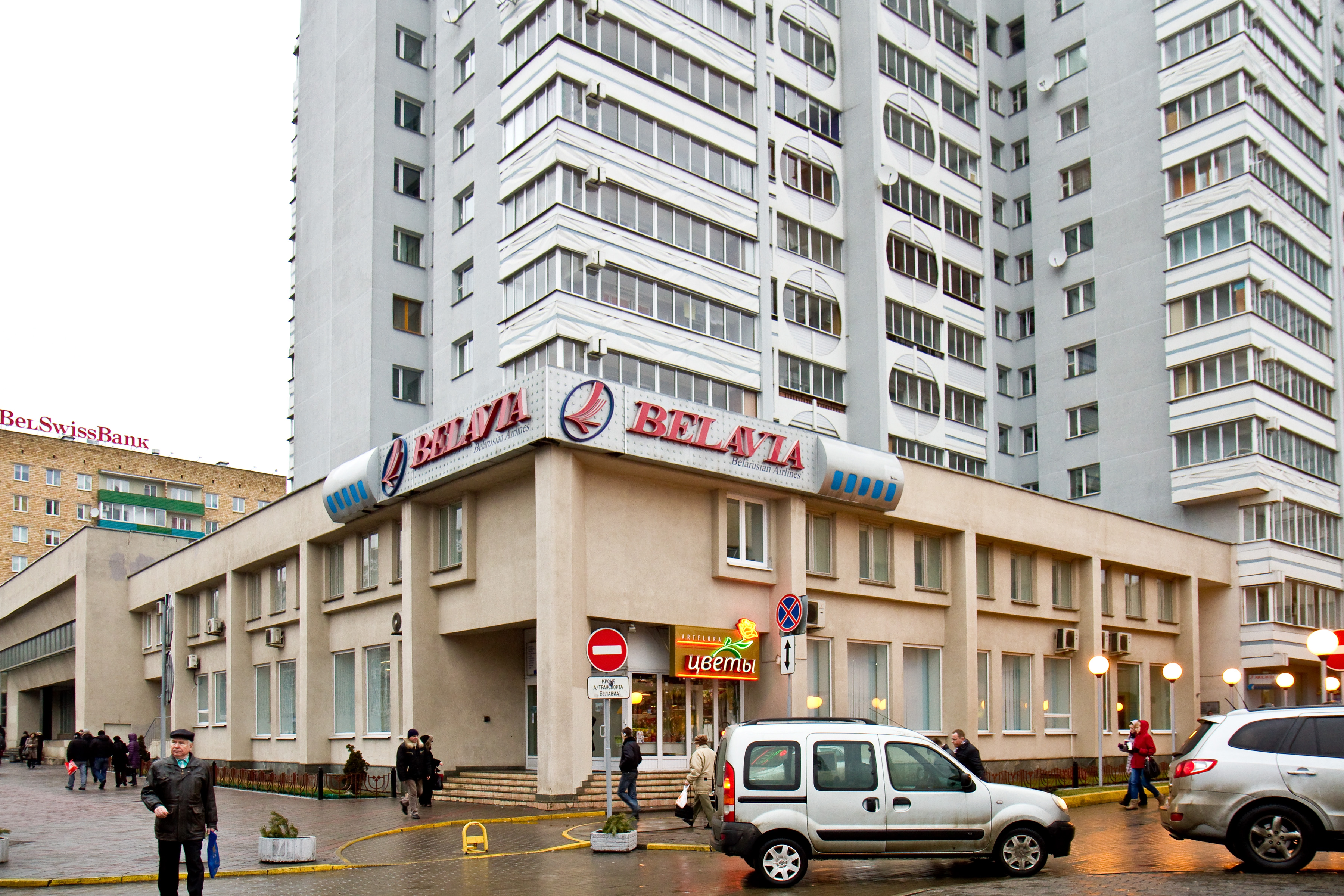
A Belavia központja

2001. május 18-án a Belavia járatokat indított Minszk és Párizs között, Tu–154 és Tu–134 gépekkel.
2003-tól a Belavia megjelenteti saját fedélzeti magazinját, Horizons címmel, angol, orosz és belarusz nyelven. 2003. október 16-án a Belavia aláírta a szerződést első Boeing 737–500 repülőgépe lízingeléséről. 2004-ben a Belavia tovább terjeszkedett, és újabb Boeing 737 gépet szerzett be. 2004. június 26-án a légitársaság járatot indított Hannoverbe, 2011-ben pedig Helsinkibe. 2003 és 2009 közt az utasok száma megduplázódott, 2009-ben nem sokkal maradt alatta a 700 000-nek.
A Belavia regionális járataihoz három Bombardier CRJ100 gépet lízingelt. Az első gép 2007 februárjában, a másik kettő az év folyamán később érkezett meg a légitársasághoz, és leváltották az öregedő An–24 és Tupolev Tu–134 gépeket. A cég 2010-ben két CRJ700 lízingelését tervezte. A Belavia 2011-re tervezte megmaradt Tu–154M-jei nyugdíjazását is, miután 2009 nyarán utolsó Tu–134 gépét is lecserélte, egy Boeing 737–500-ra, ami korábban a FlyLAL-é volt. 2014. június 27-én bejelentették három Boeing 737–800 vásárlását.
A Belavia tervei szerint hosszabb járatokra alkalmas gépekkel fogja bővíteni a flottáját, hogy új járatokat indíthasson, Kínába és Észak-Amerikába. A kormány emellett arra is készül, hogy a regionális Gomelavia és a teherszállító TransAVIAexport Airlines légitársaságot beolvassza a Belaviába.
2015 május végétől a Belavia nem alkalmazza a Tu–154 gépeket menetrend szerinti járatokon. Ez a légitársaság volt az utolsó, amely menetrend szerinti járatként ezt a géptípust üzemeltette.
2016 augusztusában a Belavia átalakította arculatát, a gépek festése a cég története során először megváltozott. Az új festést elsőként egy vadonatúj Boeing 737–800 gépen alkalmazták. A Boeing 737-ek az idősödő Tupoljev Tu-154 flottát váltották. 2016. október 1-jén a Belavia két megmaradó Tu-154 gépét is kivonta a menetrend szerinti forgalomból, az egyik utolsó légitársaságként a világon.

## Úticélok
A Belaviának Ázsiába, Európába és Afrikába is indulnak járatai, emellett charterjáratokat is üzemeltet.

### Helymegosztási megállapodások
A Belaviának 2015 novemberében a következő légitársaságokkal van helymegosztási megállapodása:
| - airBaltic - Air France (SkyTeam) - Austrian Airlines (Star Alliance) - Czech Airlines (SkyTeam) - Etihad Airways - Finnair (Oneworld) - KLM (SkyTeam) - LOT Polish Airlines (Star Alliance) - Motor Sich Airlines - S7 Airlines (Oneworld) - Ukraine International Airlines |

## Flotta

### Jelenlegi flotta

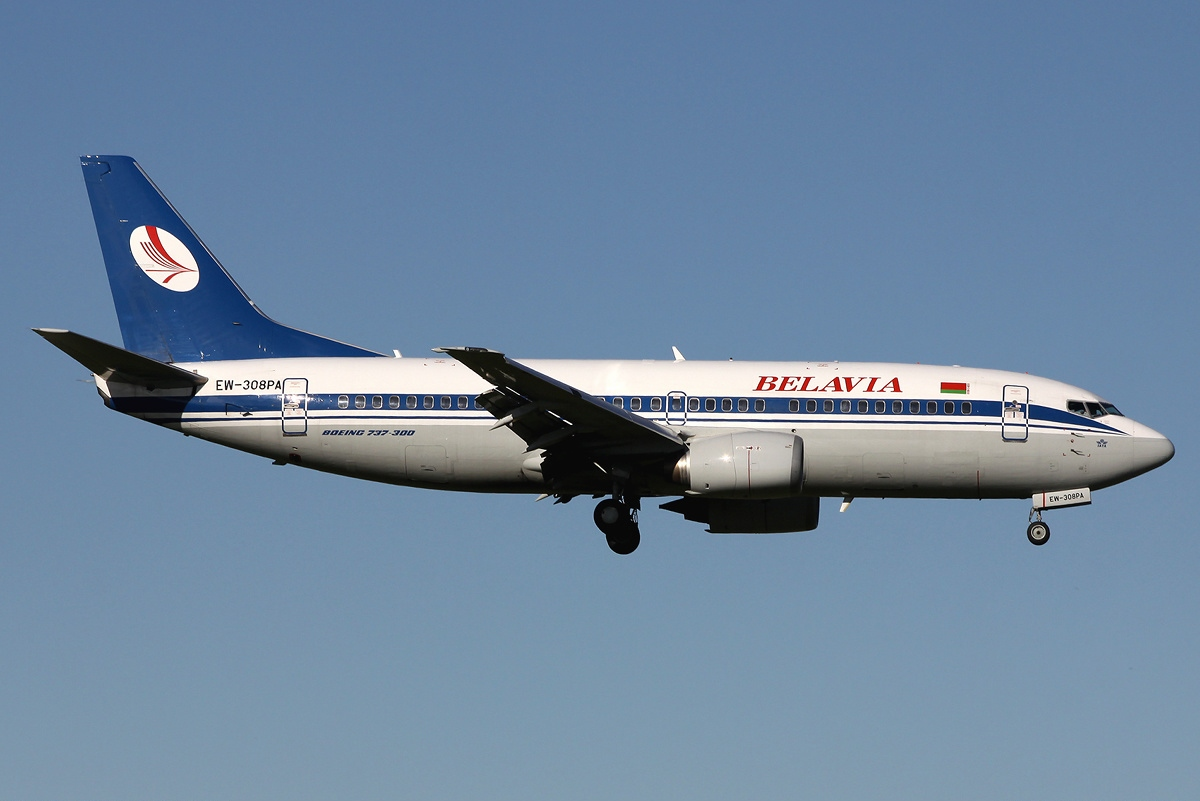
Belavia Boeing 737–300

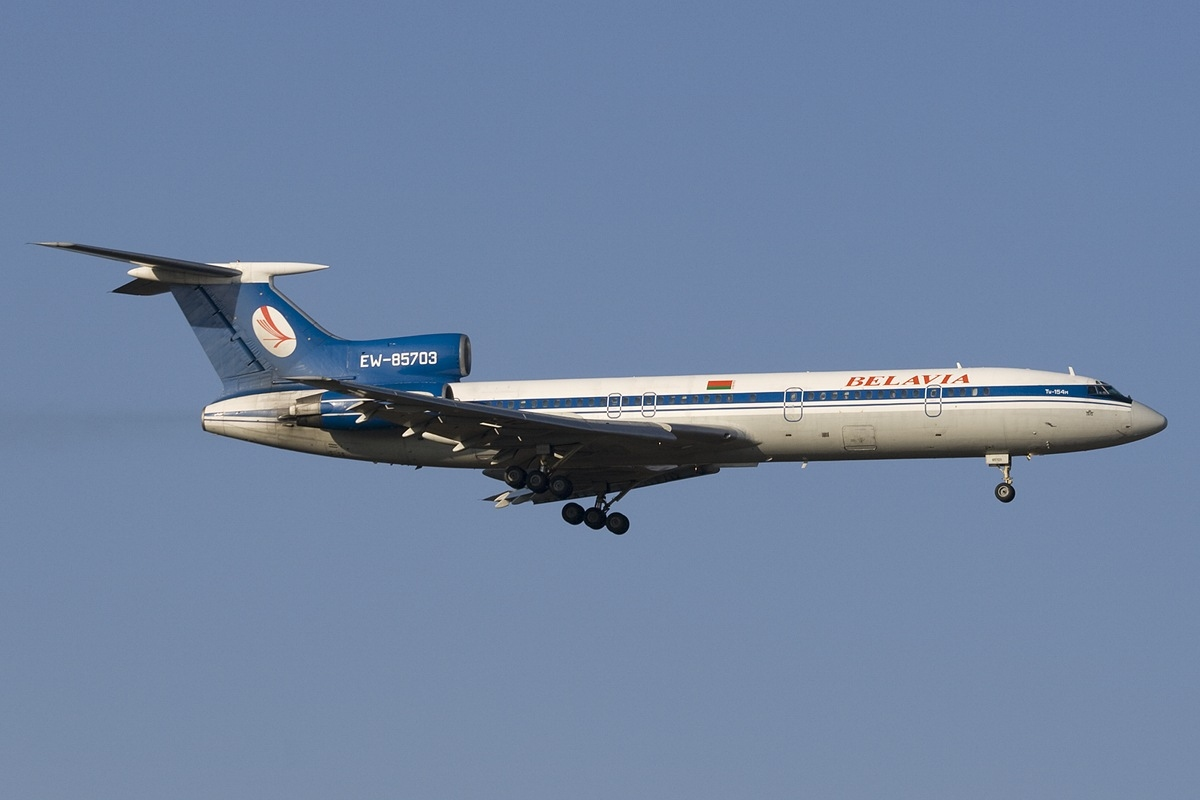
Belavia Tu–154M

2016 februárjában a Belavia flottája a következő gépekből áll:

### Korábbi gépek

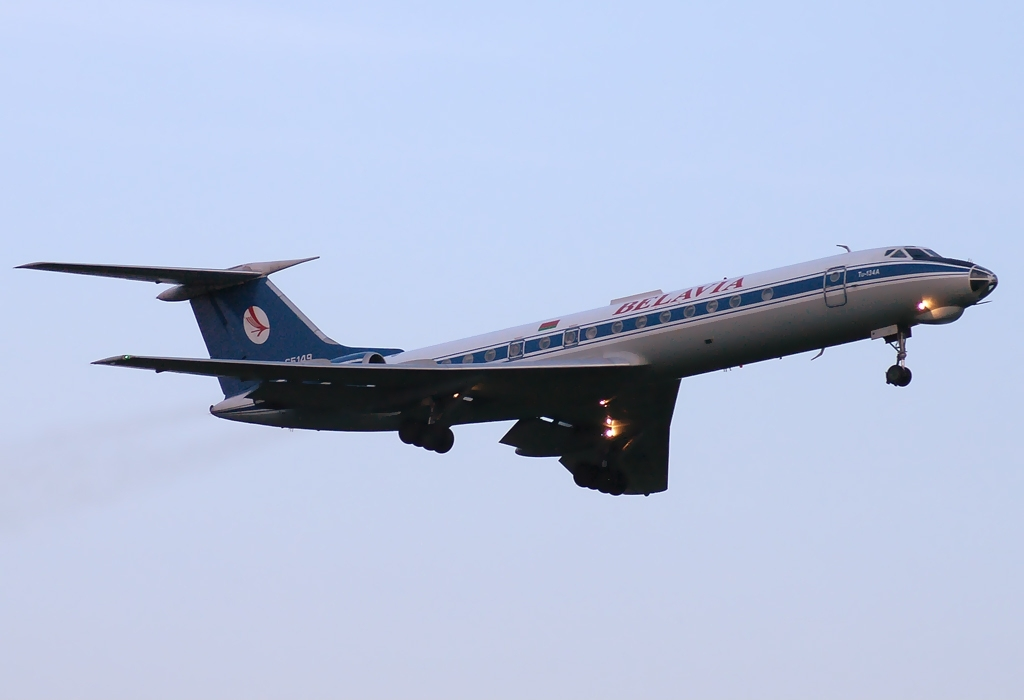
A Belavia Tu–134-es gépe 2008-ban

## Balesetek
- 2003. január 6-án egy Jakovlev Jak-40 típusú gépnek betört a szélvédője, miközben a repülő úton volt Prága felé. A cseh légierő két vadászgépe kísérte a gépet, míg biztonságban le nem szállt a Ruzyně nemzetközi repülőtéren.[18]
- 2008. február 14-én a Belavia 1834-es járata, egy Bombardier CRJ100ER épp Jerevánból indult Minszkbe, amikor felszállás során a bal szárnya a futópályának csapódott. A gép emiatt letért a pályáról, felborult, összetört és a kifolyt üzemanyag miatt kigyulladt, de a 18 utas és a háromfős legénység mind ki tudott menekülni, mielőtt a gép kigyulladt volna, részben a repülőtéren lévő tűzoltók és mentők gyors reakciója miatt. A baleset oka a bal szárny jegesedése volt.[19]

## Fordítás
- Ez a szócikk részben vagy egészben  a   Belavia című angol Wikipédia-szócikk fordításán alapul.  Az eredeti cikk szerkesztőit annak laptörténete sorolja fel. Ez a jelzés csupán a megfogalmazás eredetét és a szerzői jogokat jelzi, nem szolgál a cikkben szereplő információk forrásmegjelöléseként.